# Cadulus jeffreysi
Cadulus jeffreysi är en blötdjursart som först beskrevs av Monterosato 1875.  Cadulus jeffreysi ingår i släktet Cadulus och familjen Gadilidae. Inga underarter finns listade i Catalogue of Life.